# ルーク・ケイジ (テレビドラマ)
『ルーク・ケイジ』（原題: Marvel's Luke Cage、またはLuke Cage）は、2016年から2018年にNetflixで公開されたアメリカ合衆国のテレビドラマシリーズ。マーベル・コミックの同名キャラクターを基に、ネットフリックスが製作したスーパーヒーロー・アクション・ドラマで、マーベル・シネマティック・ユニバースに属する作品である。。出演は、マイク・コルター、マハーシャラ・アリ、シモーヌ・ミシックなど。2016年9月30日に第1シーズン、2018年6月22日に第2シーズンが配信され完結した。2022年2月28日をもって、本作品や『デアデビル』を始めとする、マーベルとNetflix共同制作のドラマシリーズが全世界において、Netflixでの配信を終了した。その後、同年3月16日からDisney+のサービス展開地域にて順次配信されることが同月1日にウォルト・ディズニー・カンパニーから発表された。日本では同年6月24日に配信されることが同月14日にウォルト・ディズニー・ジャパンから発表された。

## あらすじ
冤罪で服役していた男が超人的な能力と無敵の皮膚を獲得した。脱獄した男は悪に蝕まれるハーレムの街を救うため、ルーク・ケイジとして活躍する。

## 登場人物
※ 演の括弧内は日本語吹き替え。

### メイン
ルーク・ケイジ
演 - マイク・コルター、(吹替) - 竹田雅則
コーネル・ストークス / コットンマウス
演 - マハーシャラ・アリ、(吹替) - 山野井仁
メルセデス・ナイト / ミスティ・ナイト
演 - シモン・ミシック、(吹替) - 浅野まゆみ
エルナン・アルバレス / シェイズ
演 - テオ・ロッシ、(吹替) - 田村真
ウィリス・ストライカー / ダイアモンドバック
演 - エリック・ラレイ・ハーヴェイ、(吹替) - 乃村健次
クレア・テンプル
演 - ロザリオ・ドーソン、(吹替) - 本田貴子
マライア・ディラード
演 - アルフレ・ウッダード、(吹替) - 藤貴子
ラファエル・スカーフ
演 - フランク・ホエーリー、(吹替) - 岡井カツノリ
ヘンリー・ハンター / ポップ
演 - フランキー・フェイソン、(吹替) - 中博史
ソールダッド・テンプル
演 - ソニア・ブラガ
ボビー・フィッシュ
演 - ロン・セファス・ジョーンズ、(吹替) - さかき孝輔
ティルダ・ジョンソン / ナイトシェイド
演 - ガブリエル・デニス
ジョン・マクレバー / ブッシュマスター
演 - ムスタファ・シャキール、(吹替) - 俊藤光利
コリーン・ウィング
演 - ジェシカ・ヘンウィック、(吹替) - ちふゆ
ダニー・ランド / アイアン・フィスト
演 - フィン・ジョーンズ、(吹替) - 森宮隆
ブレイク・タワー
演 - スティーヴン・ライダー

## エピソード
| シーズン | シーズン | 話数 | 話数 | 放送期間      | 放送期間      |
| -------- | -------- | ---- | ---- | ------------- | ------------- |
|          | 1        | 13   | 13   | 2016年9月30日 | 2016年9月30日 |
|          | 2        | 13   | 13   | 2018年6月22日 | 2018年6月22日 |

＊各シーズン全話一斉配信

### シーズン1 (2016)
| 通算 話数 | シーズン 話数 | タイトル                                    | 監督                           | 脚本                                        | 公開日        |
| --------- | ------------- | ------------------------------------------- | ------------------------------ | ------------------------------------------- | ------------- |
| 1         | 1             | "決意の時" "Moment of Truth"                | ポール・マクギガン             | チェオ・ホダリ・コーカー                    | 2016年9月30日 |
| 2         | 2             | "街の掟" "Code of the Streets"              | ポール・マクギガン             | チェオ・ホダリ・コーカー                    | 2016年9月30日 |
| 3         | 3             | "責任の所在" "Who's Gonna Take the Weight?" | ギレルモ・ナヴァロ             | Matt Owens                                  | 2016年9月30日 |
| 4         | 4             | "試合開始" "Step in the Arena"              | ヴィンチェンゾ・ナタリ         | Charles Murray                              | 2016年9月30日 |
| 5         | 5             | "名声のために" "Just to Get a Rep"          | Marc Jobst                     | Jason Horwitch                              | 2016年9月30日 |
| 6         | 6             | "無力な腰抜けども" "Suckas Need Bodyguards" | Sam Miller                     | Nathan Louis Jackson                        | 2016年9月30日 |
| 7         | 7             | "本当の自分" "Manifest"                     | Andy Goddard                   | Akela Cooper                                | 2016年9月30日 |
| 8         | 8             | "急所を狙え" "Blowin' Up the Spot"          | Magnus Martens                 | Aïda Mashaka Croal                          | 2016年9月30日 |
| 9         | 9             | "果たすべき本分" "DWYCK"                    | Tom Shankland                  | Christian Taylor                            | 2016年9月30日 |
| 10        | 10            | "傷心の真実" "Take It Personal"             | Stephen Surjik                 | Jason Horwitch                              | 2016年9月30日 |
| 11        | 11            | "袋小路" "Now You're Mine"                  | ジョージ・ティルマン・ジュニア | Christian Taylor                            | 2016年9月30日 |
| 12        | 12            | "混沌に謳う詩" "Soliloquy of Chaos"         | Phil Abraham                   | Akela Cooper Charles Murray                 | 2016年9月30日 |
| 13        | 13            | "俺のやり方" "You Know My Steez"            | クラーク・ジョンソン           | Aïda Mashaka Croal チェオ・ホダリ・コーカー | 2016年9月30日 |

### シーズン2 (2018)
| 通算 話数 | シーズン 話数 | タイトル                                       | 監督                   | 脚本                                  | 公開日        |
| --------- | ------------- | ---------------------------------------------- | ---------------------- | ------------------------------------- | ------------- |
| 14        | 1             | "ソウル・ブラザー No.1" "Soul Brother #1"      | ルーシー・リュー       | チェオ・ホダリ・コーカー              | 2018年6月22日 |
| 15        | 2             | "白黒をつける時" "Straighten It Out"           | Steph Green            | Akela Cooper                          | 2018年6月22日 |
| 16        | 3             | "我を忘れて" "Wig Out"                         | Marc Jobst             | Matt Owens                            | 2018年6月22日 |
| 17        | 4             | "越えゆく一線" "I Get Physical"                | サリー・リチャードソン | Matthew Lopes                         | 2018年6月22日 |
| 18        | 5             | "魂の行方" "All Souled Out"                    | ケイシー・レモンズ     | Ian Stokes                            | 2018年6月22日 |
| 19        | 6             | "光届かぬ場所" "The Basement"                  | Millicent Shelton      | Aïda Mashaka Croal                    | 2018年6月22日 |
| 20        | 7             | "終わりはない" "On and On"                     | Rashaad Ernesto Green  | Nicole Mirante Matthews               | 2018年6月22日 |
| 21        | 8             | "正しい道" "If It Ain't Rough, It Ain't Right" | Neema Barnette         | Nathan Louis Jackson                  | 2018年6月22日 |
| 22        | 9             | "勘弁してくれ" "For Pete's Sake"               | クラーク・ジョンソン   | Matt Owens Ian Stokes                 | 2018年6月22日 |
| 23        | 10            | "主となるもの" "The Main Ingredient"           | Andy Goddard           | Akela Cooper                          | 2018年6月22日 |
| 24        | 11            | "創造者" "The Creator"                         | Stephen Surjik         | Nicole Mirante Matthews Matthew Lopes | 2018年6月22日 |
| 25        | 12            | "相対せず" "Can't Front On Me"                 | エベラルド・ゴウト     | Aïda Mashaka Croal                    | 2018年6月22日 |
| 26        | 13            | "きっと忘れない" "They Reminisce Over You"     | Alex Garcia Lopez      | チェオ・ホダリ・コーカー              | 2018年6月22日 |

## 製作
2013年5月、マーベル・スタジオはソニー・ピクチャーズ エンタテインメント/コロンビア・ピクチャーズからルーク・ケイジの映像化の権利を買い戻した。2014年にショーランナーを探し始め、2015年3月下旬にチェオ・ホダリ・コーカーを起用することを発表した。

## 評価

### 批評
本作は批評家から高い評価を受けている。第1シーズンは批評集積サイトのRotten Tomatoesに72件のレビューがあり、批評家支持率は92%、平均点は10点満点で7.95点となっている。また、Metacriticには30件のレビューがあり、加重平均値は79/100となっている。
第2シーズンはRotten Tomatoesに62件のレビューがあり、批評家支持率は85%、平均点は10点満点で7.18点となっている。また、Metacriticには13件のレビューがあり、加重平均値は64/100となっている。